# Danh sách đơn vị hành chính Quý Châu
Tỉnh Quý Châu, Trung Quốc được chia ra thành các đơn vị hành chính sau:
- 9 đơn vị cấp địa khu
  - 4 địa cấp thị
  - 2 địa khu
  - 3 châu tự trị
- 88 đơn vị cấp huyện
  - 10 huyện cấp thị
  - 55 huyện
  - 11 huyện tự trị
  - 10 khu (quận)
  - 2 đặc khu
- 1543 đơn vị cấp hương
  - 691 trấn/ thị trấn
  - 506 hương/ xã
  - 252 hương dân tộc
  - 94 nhai đạo

Tất cả các đơn vị hành chính này được giải thích chi tiết trong bài phân cấp hành chính Trung Quốc. Danh sách sau chỉ liệt kê các đơn vị hành chính cấp địa khu và cấp huyện của Quý Châu.
| Cấp địa khu | Cấp huyện                                                    | Cấp huyện                  | Cấp huyện                           |
| Cấp địa khu | Tên                                                          | Chữ Hán (Chữ Hoa giản thể) | Bính âm                             |
| --- | ------------------------------------------------------------ | -------------------------- | ----------------------------------- |
| Thành phố Quý Dương 贵阳市 Guìyáng Shì                                                                          | Ô Đang khu                                                   | 乌当区                     | Wūdāng Qū                           |
| Thành phố Quý Dương 贵阳市 Guìyáng Shì                                                                          | Nam Minh khu                                                 | 南明区                     | Nánmíng Qū                          |
| Thành phố Quý Dương 贵阳市 Guìyáng Shì                                                                          | Vân Nham khu                                                 | 云岩区                     | Yúnyán Qū                           |
| Thành phố Quý Dương 贵阳市 Guìyáng Shì                                                                          | Hoa Khê khu                                                  | 花溪区                     | Huāxī Qū                            |
| Thành phố Quý Dương 贵阳市 Guìyáng Shì                                                                          | Bạch Vân khu                                                 | 白云区                     | Báiyún Qū                           |
| Thành phố Quý Dương 贵阳市 Guìyáng Shì                                                                          | Tiểu Hà khu                                                  | 小河区                     | Xiǎohé Qū                           |
| Thành phố Quý Dương 贵阳市 Guìyáng Shì                                                                          | Thành phố cấp huyện Thanh Trấn                               | 清镇市                     | Qīngzhèn Shì                        |
| Thành phố Quý Dương 贵阳市 Guìyáng Shì                                                                          | Huyện Khai Dương                                             | 开阳县                     | Kāiyáng Xiàn                        |
| Thành phố Quý Dương 贵阳市 Guìyáng Shì                                                                          | Huyện Tu Văn                                                 | 修文县                     | Xiūwén Xiàn                         |
| Thành phố Quý Dương 贵阳市 Guìyáng Shì                                                                          | Huyện Tức Phong                                              | 息烽县                     | Xīfēng Xiàn                         |
| Thành phố Lục Bàn Thủy 六盘水市 Liùpánshuǐ Shì                                                                  | Chung Sơn khu                                                | 钟山区                     | Zhōngshān Qū                        |
| Thành phố Lục Bàn Thủy 六盘水市 Liùpánshuǐ Shì                                                                  | Huyện Bàn                                                    | 盘县                       | Pán Xiàn                            |
| Thành phố Lục Bàn Thủy 六盘水市 Liùpánshuǐ Shì                                                                  | Huyện Thủy Thành                                             | 水城县                     | Shuǐchéng Xiàn                      |
| Thành phố Lục Bàn Thủy 六盘水市 Liùpánshuǐ Shì                                                                  | Đặc khu Lục Chi                                              | 六枝特区                   | Liùzhī Tèqū                         |
| Thành phố Tuân Nghĩa 遵义市 Zūnyì Shì                                                                           | Hồng Hoa Cương khu                                           | 红花岗区                   | Hónghuāgǎng Qū                      |
| Thành phố Tuân Nghĩa 遵义市 Zūnyì Shì                                                                           | Hối Xuyên khu                                                | 汇川区                     | Huìchuān Qū                         |
| Thành phố Tuân Nghĩa 遵义市 Zūnyì Shì                                                                           | Thành phố cấp huyện Xích Thủy                                | 赤水市                     | Chìshuǐ Shì                         |
| Thành phố Tuân Nghĩa 遵义市 Zūnyì Shì                                                                           | Thành phố cấp huyện Nhân Hoài                                | 仁怀市                     | Rénhuái Shì                         |
| Thành phố Tuân Nghĩa 遵义市 Zūnyì Shì                                                                           | Huyện Tuân Nghĩa                                             | 遵义县                     | Zūnyì Xiàn                          |
| Thành phố Tuân Nghĩa 遵义市 Zūnyì Shì                                                                           | Huyện Đồng Tử                                                | 桐梓县                     | Tóngzǐ Xiàn                         |
| Thành phố Tuân Nghĩa 遵义市 Zūnyì Shì                                                                           | Huyện Tuy Dương                                              | 绥阳县                     | Suíyáng Xiàn                        |
| Thành phố Tuân Nghĩa 遵义市 Zūnyì Shì                                                                           | Huyện Chính An                                               | 正安县                     | Zhèng'ān Xiàn                       |
| Thành phố Tuân Nghĩa 遵义市 Zūnyì Shì                                                                           | Huyện Phụng Cương                                            | 凤冈县                     | Fènggāng Xiàn                       |
| Thành phố Tuân Nghĩa 遵义市 Zūnyì Shì                                                                           | Huyện Mi Đàm                                                 | 湄潭县                     | Méitán Xiàn                         |
| Thành phố Tuân Nghĩa 遵义市 Zūnyì Shì                                                                           | Huyện Dư Khánh                                               | 余庆县                     | Yúqìng Xiàn                         |
| Thành phố Tuân Nghĩa 遵义市 Zūnyì Shì                                                                           | Huyện Tập Thủy                                               | 习水县                     | Xíshuǐ Xiàn                         |
| Thành phố Tuân Nghĩa 遵义市 Zūnyì Shì                                                                           | Huyện tự trị dân tộc Ngật Lão và dân tộc Miêu Đạo Chân       | 道真仡佬族 苗族自治县      | Dàozhēn Gēlǎozú Miáozú Zìzhìxiàn    |
| Thành phố Tuân Nghĩa 遵义市 Zūnyì Shì                                                                           | Huyện tự trị dân tộc Ngật Lão và dân tộc Miêu Vụ Xuyên       | 务川仡佬族 苗族自治县      | Wùchuān Gēlǎozú Miáozú Zìzhìxiàn    |
| Thành phố An Thuận 安顺市 Anshun shi                                                                            | Quận Tây Tú                                                  | 西秀区                     | Xīxiù Qū                            |
| Thành phố An Thuận 安顺市 Anshun shi                                                                            | Huyện Bình Bá                                                | 平坝县                     | Píngbà Xiàn                         |
| Thành phố An Thuận 安顺市 Anshun shi                                                                            | Huyện Phổ Định                                               | 普定县                     | Pǔdìng Xiàn                         |
| Thành phố An Thuận 安顺市 Anshun shi                                                                            | Huyện tự trị dân tộc Bố Y và dân tộc Miêu Quan Lĩnh          | 关岭布依族 苗族自治县      | Guānlǐng Bùyīzú Miáozú Zìzhìxiàn    |
| Thành phố An Thuận 安顺市 Anshun shi                                                                            | Huyện tự trị dân tộc Bố Y và dân tộc Miêu Trấn Ninh          | 镇宁布依族 苗族自治县      | Zhènníng Bùyīzú Miáozú Zìzhìxiàn    |
| Thành phố An Thuận 安顺市 Anshun shi                                                                            | Huyện tự trị dân tộc Miêu và dân tộc Bố Y Tử Vân             | 紫云苗族 布依族自治县      | Zǐyún Miáozú Bùyīzú Zìzhìxiàn       |
| Thành phố Tất Tiết 毕节地区 Bìjié Shì                                                                           | Khu Thất Tinh Quan                                           | 七星关区                   | Qīxīngguān Qū                       |
| Thành phố Tất Tiết 毕节地区 Bìjié Shì                                                                           | Kiềm Tây                                                     | 黔西市                     | Qiánxī Shì                          |
| Thành phố Tất Tiết 毕节地区 Bìjié Shì                                                                           | Đại Phương                                                   | 大方县                     | Dàfāng Xiàn                         |
| Thành phố Tất Tiết 毕节地区 Bìjié Shì                                                                           | Kim Sa                                                       | 金沙县                     | Jīnshā Xiàn                         |
| Thành phố Tất Tiết 毕节地区 Bìjié Shì                                                                           | Chức Kim                                                     | 织金县                     | Zhījīn Xiàn                         |
| Thành phố Tất Tiết 毕节地区 Bìjié Shì                                                                           | Nạp Ung                                                      | 纳雍县                     | Nàyōng Xiàn                         |
| Thành phố Tất Tiết 毕节地区 Bìjié Shì                                                                           | Hách Chương                                                  | 赫章县                     | Hèzhāng Xiàn                        |
| Thành phố Tất Tiết 毕节地区 Bìjié Shì                                                                           | Huyện tự trị dân tộc Di, dân tộc Hồi và dân tộc Miêu Uy Ninh | 威宁彝族回族 苗族自治县    | Wēiníng Yízú Huízú Miáozú Zìzhìxiàn |
| Thành phố Đồng Nhân 铜仁地区 Tóngrén Shì                                                                        | Quận Bích Giang                                              | 碧江区                     | Bìjiāng Qū                          |
| Thành phố Đồng Nhân 铜仁地区 Tóngrén Shì                                                                        | Quận Vạn Sơn                                                 | 万山区                     | Wànshān Qū                          |
| Thành phố Đồng Nhân 铜仁地区 Tóngrén Shì                                                                        | Huyện Giang Khẩu                                             | 江口县                     | Jiāngkǒu Xiàn                       |
| Thành phố Đồng Nhân 铜仁地区 Tóngrén Shì                                                                        | Huyện Thạch Thiên                                            | 石阡县                     | Shíqiān Xiàn                        |
| Thành phố Đồng Nhân 铜仁地区 Tóngrén Shì                                                                        | Huyện Tư Nam                                                 | 思南县                     | Sīnán Xiàn                          |
| Thành phố Đồng Nhân 铜仁地区 Tóngrén Shì                                                                        | Huyện Đức Giang                                              | 德江县                     | Déjiāng Xiàn                        |
| Thành phố Đồng Nhân 铜仁地区 Tóngrén Shì                                                                        | Huyện tự trị dân tộc Đồng Ngọc Bình                          | 玉屏侗族自治县             | Yùpíng Dòngzú Zìzhìxiàn             |
| Thành phố Đồng Nhân 铜仁地区 Tóngrén Shì                                                                        | Huyện tự trị dân tộc Thổ Gia và dân tộc Miêu Ấn Giang        | 印江土家族 苗族自治县      | Yìnjiāng Tǔjiāzú Miáozú Zìzhìxiàn   |
| Thành phố Đồng Nhân 铜仁地区 Tóngrén Shì                                                                        | Huyện tự trị dân tộc Thổ Gia Duyên Hà                        | 沿河土家族自治县           | Yánhé Tǔjiāzú Zìzhìxiàn             |
| Thành phố Đồng Nhân 铜仁地区 Tóngrén Shì                                                                        | Huyện tự trị dân tộc Miêu Tùng Đào                           | 松桃苗族自治县             | Sōngtáo Miáozú Zìzhìxiàn            |
| Châu tự trị dân tộc Miêu và dân tộc Đồng Kiềm Đông Nam 黔东南苗族侗族自治州 Qiándōngnán Miáozú Dòngzú Zìzhìzhōu | Thành phố cấp huyện Khải Lý                                  | 凯里市                     | Kǎilǐ Shì                           |
| Châu tự trị dân tộc Miêu và dân tộc Đồng Kiềm Đông Nam 黔东南苗族侗族自治州 Qiándōngnán Miáozú Dòngzú Zìzhìzhōu | Huyện Hoàng Bình                                             | 黄平县                     | Huángpíng Xiàn                      |
| Châu tự trị dân tộc Miêu và dân tộc Đồng Kiềm Đông Nam 黔东南苗族侗族自治州 Qiándōngnán Miáozú Dòngzú Zìzhìzhōu | Huyện Thi Bỉnh                                               | 施秉县                     | Shībǐng Xiàn                        |
| Châu tự trị dân tộc Miêu và dân tộc Đồng Kiềm Đông Nam 黔东南苗族侗族自治州 Qiándōngnán Miáozú Dòngzú Zìzhìzhōu | Huyện Tam Tuệ                                                | 三穗县                     | Sānsuì Xiàn                         |
| Châu tự trị dân tộc Miêu và dân tộc Đồng Kiềm Đông Nam 黔东南苗族侗族自治州 Qiándōngnán Miáozú Dòngzú Zìzhìzhōu | Huyện Trấn Viễn                                              | 镇远县                     | Zhènyuǎn Xiàn                       |
| Châu tự trị dân tộc Miêu và dân tộc Đồng Kiềm Đông Nam 黔东南苗族侗族自治州 Qiándōngnán Miáozú Dòngzú Zìzhìzhōu | Huyện Sầm Củng                                               | 岑巩县                     | Céngǒng Xiàn                        |
| Châu tự trị dân tộc Miêu và dân tộc Đồng Kiềm Đông Nam 黔东南苗族侗族自治州 Qiándōngnán Miáozú Dòngzú Zìzhìzhōu | Huyện Thiên Trụ                                              | 天柱县                     | Tiānzhù Xiàn                        |
| Châu tự trị dân tộc Miêu và dân tộc Đồng Kiềm Đông Nam 黔东南苗族侗族自治州 Qiándōngnán Miáozú Dòngzú Zìzhìzhōu | Huyện Cẩm Bình                                               | 锦屏县                     | Jǐnpíng Xiàn                        |
| Châu tự trị dân tộc Miêu và dân tộc Đồng Kiềm Đông Nam 黔东南苗族侗族自治州 Qiándōngnán Miáozú Dòngzú Zìzhìzhōu | Huyện Kiếm Hà                                                | 剑河县                     | Jiànhé Xiàn                         |
| Châu tự trị dân tộc Miêu và dân tộc Đồng Kiềm Đông Nam 黔东南苗族侗族自治州 Qiándōngnán Miáozú Dòngzú Zìzhìzhōu | Huyện Đài Giang                                              | 台江县                     | Táijiāng Xiàn                       |
| Châu tự trị dân tộc Miêu và dân tộc Đồng Kiềm Đông Nam 黔东南苗族侗族自治州 Qiándōngnán Miáozú Dòngzú Zìzhìzhōu | Huyện Lê Bình                                                | 黎平县                     | Lípíng Xiàn                         |
| Châu tự trị dân tộc Miêu và dân tộc Đồng Kiềm Đông Nam 黔东南苗族侗族自治州 Qiándōngnán Miáozú Dòngzú Zìzhìzhōu | Huyện Dong Giang                                             | 榕江县                     | Róngjiāng Xiàn                      |
| Châu tự trị dân tộc Miêu và dân tộc Đồng Kiềm Đông Nam 黔东南苗族侗族自治州 Qiándōngnán Miáozú Dòngzú Zìzhìzhōu | Huyện Tòng Giang                                             | 从江县                     | Cóngjiāng Xiàn                      |
| Châu tự trị dân tộc Miêu và dân tộc Đồng Kiềm Đông Nam 黔东南苗族侗族自治州 Qiándōngnán Miáozú Dòngzú Zìzhìzhōu | Huyện Lôi Sơn                                                | 雷山县                     | Léishān Xiàn                        |
| Châu tự trị dân tộc Miêu và dân tộc Đồng Kiềm Đông Nam 黔东南苗族侗族自治州 Qiándōngnán Miáozú Dòngzú Zìzhìzhōu | Huyện Ma Giang                                               | 麻江县                     | Májiāng Xiàn                        |
| Châu tự trị dân tộc Miêu và dân tộc Đồng Kiềm Đông Nam 黔东南苗族侗族自治州 Qiándōngnán Miáozú Dòngzú Zìzhìzhōu | Huyện Đan Trại                                               | 丹寨县                     | Dānzhài Xiàn                        |
| Châu tự trị dân tộc Bố Y và dân tộc Miêu Kiềm Nam 黔南布依族苗族自治州 Qiánnán Bùyīzú Miáozú Zìzhìzhōu          | Thành phố cấp huyện Đô Quân                                  | 都匀市                     | Dūyún Shì                           |
| Châu tự trị dân tộc Bố Y và dân tộc Miêu Kiềm Nam 黔南布依族苗族自治州 Qiánnán Bùyīzú Miáozú Zìzhìzhōu          | Thành phố cấp huyện Phúc Tuyền                               | 福泉市                     | Fúquán Shì                          |
| Châu tự trị dân tộc Bố Y và dân tộc Miêu Kiềm Nam 黔南布依族苗族自治州 Qiánnán Bùyīzú Miáozú Zìzhìzhōu          | Huyện Lệ Ba                                                  | 荔波县                     | Lìbō Xiàn                           |
| Châu tự trị dân tộc Bố Y và dân tộc Miêu Kiềm Nam 黔南布依族苗族自治州 Qiánnán Bùyīzú Miáozú Zìzhìzhōu          | Huyện Quý Định                                               | 贵定县                     | Guìdìng Xiàn                        |
| Châu tự trị dân tộc Bố Y và dân tộc Miêu Kiềm Nam 黔南布依族苗族自治州 Qiánnán Bùyīzú Miáozú Zìzhìzhōu          | Huyện Úng An                                                 | 瓮安县                     | Wèng'ān Xiàn                        |
| Châu tự trị dân tộc Bố Y và dân tộc Miêu Kiềm Nam 黔南布依族苗族自治州 Qiánnán Bùyīzú Miáozú Zìzhìzhōu          | Huyện Độc Sơn                                                | 独山县                     | Dúshān Xiàn                         |
| Châu tự trị dân tộc Bố Y và dân tộc Miêu Kiềm Nam 黔南布依族苗族自治州 Qiánnán Bùyīzú Miáozú Zìzhìzhōu          | Huyện Bình Đường                                             | 平塘县                     | Píngtáng Xiàn                       |
| Châu tự trị dân tộc Bố Y và dân tộc Miêu Kiềm Nam 黔南布依族苗族自治州 Qiánnán Bùyīzú Miáozú Zìzhìzhōu          | Huyện La Điện                                                | 罗甸县                     | Luódiàn Xiàn                        |
| Châu tự trị dân tộc Bố Y và dân tộc Miêu Kiềm Nam 黔南布依族苗族自治州 Qiánnán Bùyīzú Miáozú Zìzhìzhōu          | Huyện Trường Thuận                                           | 长顺县                     | Chángshùn Xiàn                      |
| Châu tự trị dân tộc Bố Y và dân tộc Miêu Kiềm Nam 黔南布依族苗族自治州 Qiánnán Bùyīzú Miáozú Zìzhìzhōu          | Huyện Long Lý                                                | 龙里县                     | Lónglǐ Xiàn                         |
| Châu tự trị dân tộc Bố Y và dân tộc Miêu Kiềm Nam 黔南布依族苗族自治州 Qiánnán Bùyīzú Miáozú Zìzhìzhōu          | Huyện Huệ Thủy                                               | 惠水县                     | Huìshuǐ Xiàn                        |
| Châu tự trị dân tộc Bố Y và dân tộc Miêu Kiềm Nam 黔南布依族苗族自治州 Qiánnán Bùyīzú Miáozú Zìzhìzhōu          | Huyện tự trị dân tộc Thủy Tam Đô                             | 三都水族自治县             | Sāndū Shuǐzú Zìzhìxiàn              |
| Châu tự trị dân tộc Bố Y và dân tộc Miêu Kiềm Tây Nam 黔西南布依族苗族自治州 Qiánxīnán Bùyīzú Miáozú Zìzhìzhōu  | Thành phố cấp huyện \|Hưng Nghĩa                             | 兴义市                     | Xīngyì Shì                          |
| Châu tự trị dân tộc Bố Y và dân tộc Miêu Kiềm Tây Nam 黔西南布依族苗族自治州 Qiánxīnán Bùyīzú Miáozú Zìzhìzhōu  | Huyện \|Hưng Nhân                                            | 兴仁县                     | Xīngrén Xiàn                        |
| Châu tự trị dân tộc Bố Y và dân tộc Miêu Kiềm Tây Nam 黔西南布依族苗族自治州 Qiánxīnán Bùyīzú Miáozú Zìzhìzhōu  | Huyện Phổ An                                                 | 普安县                     | Pǔ'ān Xiàn                          |
| Châu tự trị dân tộc Bố Y và dân tộc Miêu Kiềm Tây Nam 黔西南布依族苗族自治州 Qiánxīnán Bùyīzú Miáozú Zìzhìzhōu  | Huyện Tình Long                                              | 晴隆县                     | Qínglóng Xiàn                       |
| Châu tự trị dân tộc Bố Y và dân tộc Miêu Kiềm Tây Nam 黔西南布依族苗族自治州 Qiánxīnán Bùyīzú Miáozú Zìzhìzhōu  | Huyện Trinh Phong                                            | 贞丰县                     | Zhēnfēng Xiàn                       |
| Châu tự trị dân tộc Bố Y và dân tộc Miêu Kiềm Tây Nam 黔西南布依族苗族自治州 Qiánxīnán Bùyīzú Miáozú Zìzhìzhōu  | Huyện Vọng Mô                                                | 望谟县                     | Wàngmó Xiàn                         |
| Châu tự trị dân tộc Bố Y và dân tộc Miêu Kiềm Tây Nam 黔西南布依族苗族自治州 Qiánxīnán Bùyīzú Miáozú Zìzhìzhōu  | Huyện Sách Hanh                                              | 册亨县                     | Cèhēng Xiàn                         |
| Châu tự trị dân tộc Bố Y và dân tộc Miêu Kiềm Tây Nam 黔西南布依族苗族自治州 Qiánxīnán Bùyīzú Miáozú Zìzhìzhōu  | Huyện An Long                                                | 安龙县                     | Ānlóng Xiàn                         |